# Sarcophaga libera
Sarcophaga libera är en tvåvingeart som beskrevs av Aldrich 1916. Sarcophaga libera ingår i släktet Sarcophaga och familjen köttflugor. Inga underarter finns listade i Catalogue of Life.